# Ernst Freiherr von Weizsäcker

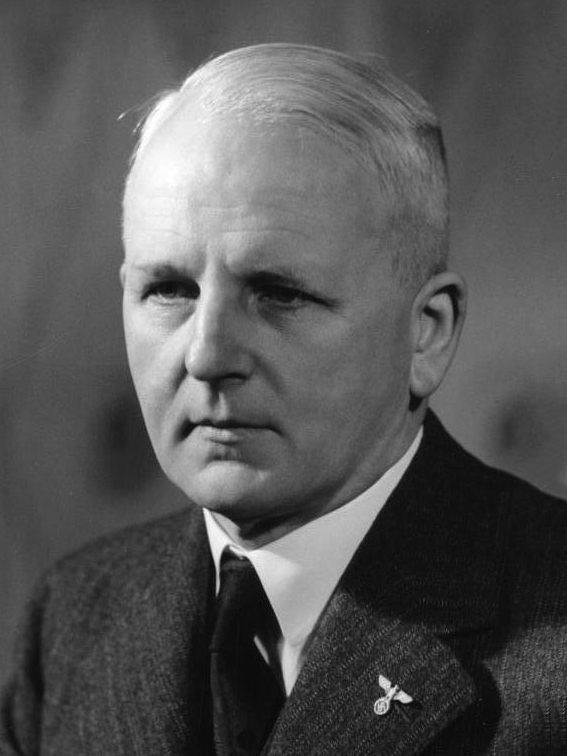
Ernst Freiherr von Weizsäcker (1938)

Ernst Heinrich Weizsäcker, ab 1916 Freiherr von Weizsäcker, (* 25. Mai 1882 in Stuttgart; † 4. August 1951 in Lindau) war ein deutscher Marineoffizier, Diplomat, Staatssekretär des Auswärtigen Amtes und Brigadeführer der Allgemeinen SS. Wegen Mitwirkung an den Deportationen französischer Juden nach Auschwitz wurde er in Nürnberg als Kriegsverbrecher verurteilt. Ernst von Weizsäcker war der Vater des Physikers und Philosophen Carl Friedrich von Weizsäcker und des von 1984 bis 1994 amtierenden Bundespräsidenten Richard von Weizsäcker.

## Leben und berufliche Entwicklung

### Herkunft
Ernst Weizsäcker entstammte dem bürgerlichen pfälzisch-württembergischen Geschlecht Weizsäcker. Er war der Sohn des späteren württembergischen Ministerpräsidenten Karl Hugo Weizsäcker (1853–1926) und dessen Ehefrau Paula, geborene von Meibom (1857–1947). Sein Vater war 1916 durch König Wilhelm II. von Württemberg in den erblichen Freiherrnstand erhoben worden. Der Mediziner Viktor von Weizsäcker war sein Bruder.

### Kaiserliche Marine
Nach dem Abitur trat Ernst Weizsäcker am 7. April 1900 als Seekadett in die Kaiserliche Marine ein. Im Zuge seiner zweiundvierzigmonatigen Ausbildung hielt er sich in dieser Zeit insbesondere in Japan, Ostrussland, Burma, Indonesien, China, Thailand und Indien auf. In China besuchte er 1903, gemeinsam mit Werner von Rheinbaben (1878–1975), dem er in diesem Jahr als Leutnant zur See zugeteilt war, und dem Kaisersohn Prinz Adalbert im Auftrag von Kaiser Wilhelm II. die Verbotene Stadt in Peking. Hier hatte er die Gelegenheit, auch kurz der chinesischen Kaiserinwitwe Cixi zu begegnen. Es folgten seine Beförderung zum Oberleutnant zur See im Jahre 1905 sowie die Versetzung in das Torpedoversuchskommando. Im Jahre 1908 wurde er als Wachoffizier auf das Linienschiff Hannover – das Flaggschiff des I. Geschwaders der deutschen Marine – versetzt. Im Folgejahr kam er als Erster Flaggleutnant der Hochseeflotte auf die Deutschland. Nachdem er am 6. September 1909 sein Patent zum Kapitänleutnant erhalten hatte, gehörte er ab 1912 dem Marinekabinett in Berlin an, in dem er in der Abteilung „Orden und Ehrengerichte“ eingesetzt war.
Bei Kriegsbeginn 1914 kam Ernst von Weizsäcker als Admiralstabsoffizier zum II. Admiral des III. Linienschiffsgeschwaders. Im März 1915 wurde er dem Kapitän des Großlinienschiffes Markgraf „zur besonderen Verwendung“ zugewiesen. Es folgten bis Januar 1918 weitere Tätigkeiten, so 1916 seine Teilnahme als Zweiter Flaggoffizier an Bord des Flottenflaggschiffes Friedrich der Große an der Skagerrakschlacht. Am 17. September 1917 wurde er zum Korvettenkapitän befördert und im gleichen Jahr mit beiden Klassen des Eisernen Kreuzes ausgezeichnet. Von Januar 1918 bis August 1918 war er Navigationsoffizier auf der von der Tann. Anschließend gehörte er wieder dem Admiralstab der Seekriegsleitung unter Admiral Reinhard Scheer an. Im Januar 1919 verhalf er dem am Mord an Karl Liebknecht beteiligten Horst von Pflugk-Harttung (1889–1967) zur Flucht.
Ohne Vorerfahrungen im Bereich der Attachéarbeit löste Ernst von Weizsäcker am 5. Juni 1919 den Marineattaché in der deutschen Gesandtschaft in Den Haag, Erich von Müller (1877–1945), ab. Die sonst übliche Einarbeitungszeit fand auf Grund der äußeren Rahmenbedingungen kurz nach dem Kriegsende und der Gründung der Weimarer Republik nicht statt. Geschäftsträger der Gesandtschaft war damals Friedrich Rosen. Als Ende März 1920 alle deutschen Attachéstellen aufgelöst wurden und er nach Deutschland zurückkehrte, wurde er zum 1. April 1920 probeweise ins Auswärtige Amt in Berlin übernommen.

### Auswärtiges Amt
Obwohl Ernst von Weizsäcker zu diesem Zeitpunkt nicht über die für den Dienst im Auswärtigen Amt vorgeschriebenen Nachweise eines entsprechenden Studiums, noch das diplomatisch-konsularische Examen verfügte, erfolgte sein Einsatz in den ersten Jahren der Weimarer Republik bereits für eine Reihe von diplomatischen Aufgaben. Die Gründe dafür sind vor allem aus der schwierigen Personalsituation nach Zusammenbruch des Kaiserreiches und der dominierenden Besetzung solcher Ämter in der Zeit davor mit Personen aus dem Adelsstand erklärbar. So wurde Weizsäcker Anfang 1921 als Konsul in Basel eingesetzt. Am 22. April 1921 wurde er aus der Marine verabschiedet. Ende 1924 wechselte er als Gesandtschaftsrat nach Kopenhagen, und ab Februar 1927 arbeitete er in Genf im Abrüstungsreferat. Danach folgten sechs Monate in Berlin beim Reichstagsausschuss für Auswärtiges, dann wieder vier Monate in Genf. Anfang 1928 übernahm er die Leitung des Referates für Abrüstung und ab Juli 1931 war er Gesandter in Oslo. Diese Verantwortung hatte er auch über die Zeit der Errichtung des nationalsozialistischen Regierungssystems 1933 in Deutschland inne. Aber er war zu dieser Zeit eher ein Betrachter von außen. So notierte er angesichts des Agierens radikaler Kräfte des neuen Regimes seine Sorge, „dass die ganze Entwicklung aus dem Ruder laufen könnte“. Seine Aufgabe sah er deshalb darin, Hilfe und Unterstützung zu geben, dass die zweite Etappe „konstruktiv wird“. Ab Mai 1933 war er mehrfach nach Berlin befohlen worden und leitete fast zwei Monate die Personalabteilung des Auswärtigen Amtes in Vertretung. Auch dabei wurde seine Haltung deutlich, die darin bestand, „mitmachen, um mitgestalten zu können.“

Brief Weizsäckers zur Ausbürgerung von Thomas Mann

Nach dieser kurzen Vertretungsphase in Berlin wurde Ernst von Weizsäcker im September 1933 als Gesandter in Bern eingesetzt, von wo aus der Diplomat in offizieller Funktion am 6. Mai 1936 dem Auswärtigen Amt schrieb, er unterstütze die Ausbürgerung Thomas Manns wegen „feindseliger Propaganda gegen das Reich im Ausland“, da dieser „eindeutig gegen das Dritte Reich Stellung genommen und den bisherigen Langmut der deutschen Behörden gegenüber seiner Person mit höhnischen Bemerkungen bedacht“ habe. Kurz nach seiner Rückkehr nach Deutschland Mitte 1936 vertraute ihm Konstantin Freiherr von Neurath die vorläufige Leitung der Politischen Abteilung an. Doch Anfang März 1937 musste er nochmals nach Bern zurückkehren. Offenbar auf Hitlers Wunsch wurde Weizsäcker am 24. März 1937 zum Ministerialdirektor ernannt und seit April 1937 die Leitung der Politischen Abteilung übertragen. Er galt bereits zu dieser Zeit als eine Integrationsfigur, die weit über das Auswärtige Amt hinaus Vertrauen genoss.
Veränderungen traten dann ein, als Joachim von Ribbentrop Anfang 1938 das Amt des Reichsaußenministers übernahm. Dieser hatte Anfang März bei Weizsäcker angefragt, ob er bereit sei, sein Staatssekretär zu werden. Seine Zustimmung gab er vor allem aus der Überlegung heraus, dass er Ribbentrop für beeinflussbar hielt. Weizsäcker beantragte am 19. März 1938 die Aufnahme in die NSDAP und wurde zum 1. April aufgenommen (Mitgliedsnummer 4.814.617). Ebenfalls auf Betreiben Ribbentrops wurde Weizsäcker noch mit Wirkung vom 20. April 1938 von Himmler als SS-Oberführer ehrenhalber in die Allgemeine SS aufgenommen, unterschrieb den Aufnahme- und Verpflichtungsschein der SS bereits am 23. April 1938, worauf er die reguläre SS-Nr. 293.291 erhielt. Den Abschluss dieser nationalsozialistischen Bestallung bildete dann am 9. November 1938 seine offizielle Vereidigung als SS-Führer auf Adolf Hitler. Weizsäcker war mit seiner SS-Aufnahme dem persönlichen Stab Himmlers zugeteilt. Diesem SS-Hauptamt unterstanden vor allem die privaten Organisationen „Lebensborn“, „Freundeskreis Reichsführer SS“, „Ahnenerbe“ und die Wewelsburg.

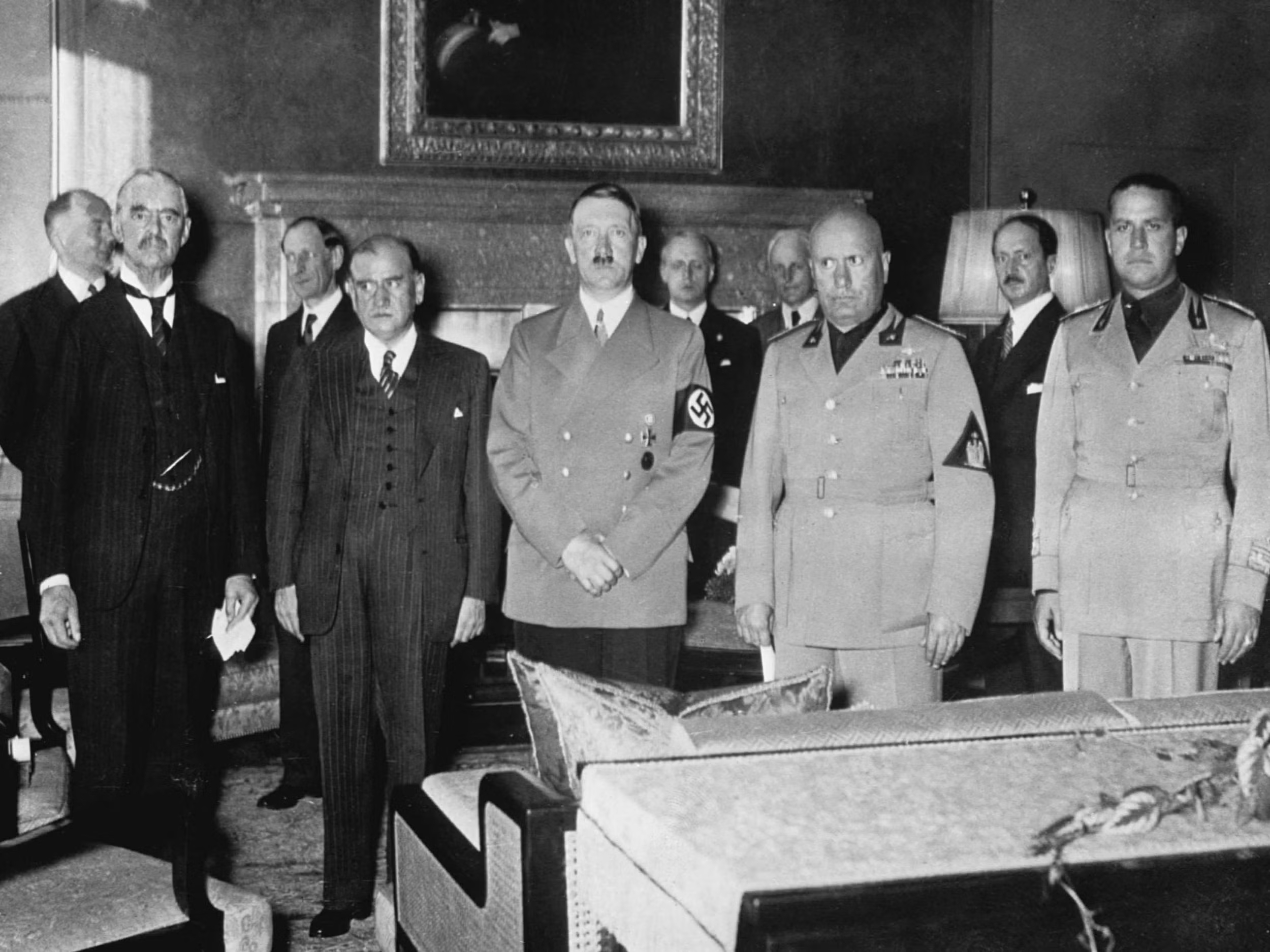
Münchener Abkommen: im Hintergrund Joachim von Ribbentrop und Ernst von Weizsäcker (rechts)

Nach späteren eigenen Aussagen hatte Ernst von Weizsäcker das Amt als Staatssekretär übernommen, weil er in den Jahren bis 1939 hoffte, durch außenpolitische Obstruktion einen Krieg verhindern zu können. Denn nach seinen damaligen Auffassungen war mit einer solchen Entwicklung der Bestand des Deutschen Reiches gefährdet. Als er aus Anlass der Proklamation des „Anschlusses“ Österreichs am 15. März 1938 in Wien weilte, bewertete er diesen schon deutlichen Schritt in Richtung Krieg als den „bemerkungswertesten Tag seit der Proklamation des Kaiserreiches“ im Jahr 1871. Als sich daraufhin die Schritte zur Annexion der Tschechoslowakei anschlossen, versuchte er mit diplomatischen Mitteln die offensichtlichen Ereignisse zu verhindern, was ihm aber nicht einmal ansatzweise gelang. Seine Hilflosigkeit wurde ihm auch beim weiteren Drang Hitlers zur Aufrichtung des Protektorats Böhmen und Mähren am 16. März 1939 immer bewusster. Hier hatte er mehrfach mit seinen Demissionsangeboten versucht, seine Haltung deutlich zu machen, besänftigte sich dann selbst mit der Feststellung, dass es doch nicht zum Krieg gekommen sei. Am Ende mündete dieses „noch Haltung zeigen wollen“ in stiller Resignation. Ein nochmaliges Aufbäumen seinerseits erfolgte in der Phase der Kriegsvorbereitungen gegen Polen. Auch in dieser Zeit unternahm er Versuche auf diplomatischen Wegen, dass sich England oder Italien deutlicher gegen Deutschland positionieren mögen, und bot kurz vor dem Überfall auf Polen seinen Rücktritt an. Adolf Hitler lehnte aber seine Rücktrittsforderung ab. Dazu kam, dass sein zweitältester Sohn bereits am zweiten Tag der Kriegsführung gegen Polen fiel. Übrig blieb, obwohl ihm klar war, wohin von nun an Deutschland treiben wird, dass Weizsäcker sich in den kommenden Jahren an der Idee eines „machtpolitischen Aufstiegs Deutschlands“ orientierte.
Bereits Anfang der 1930er Jahre und ganz besonders ab 1939 hatte sich Ernst von Weizsäcker stets gegen einen Krieg mit Russland bzw. Stalin ausgesprochen. Aber es lassen sich auch Äußerungen nachweisen, in denen bei ihm die Idee des „Lebensraums im Osten“ mitschwang. Weizsäckers Haltung zu den zunehmenden Bestrebungen, Juden zur Ausreise zu nötigen, paraphrasiert der Schweizer Botschafter in Paris, Walter Stucki, nach einem Gespräch zur Zeit der Reichskristallnacht 1938 so:
„Die noch in Deutschland verbliebenen circa 500 000 Juden sollten unbedingt irgendwie abgeschoben werden, denn sie könnten in Deutschland nicht bleiben. Wenn, wie bisher, jedoch kein Land bereit sei, sie aufzunehmen, so gingen sie eben über kurz oder lang ihrer vollständigen Vernichtung entgegen.“
Spätestens zum Zeitpunkt der Wannseekonferenz, an der sein Unterstaatssekretär Martin Luther teilnahm, war Weizsäcker über die Ziele der Judenpolitik im Dritten Reich informiert. Im März und Juni 1942 wurde er schriftlich durch Franz Rademacher, den Leiter des „Judenreferats“ im Auswärtigen Amt, über „Künftige Maßnahmen gegen Mischlinge I. und II. Grades“ und die „Frage der Sterilisierung der 70.000 Mischlinge“ informiert.
Trotz angeblich schwerwiegender Differenzen mit seinem Vorgesetzten, Reichsaußenminister Joachim von Ribbentrop, verblieb Ernst von Weizsäcker bis 1943 in der Funktion des 1. Staatssekretärs im Außenministerium des Dritten Reiches. Erst im Juni 1943 schien das Übermaß erreicht zu sein, dass er tatsächlich sein Amt niederlegte. Sein Nachfolger als Staatssekretär wurde am 31. März 1943 der bisherige Ministerialdirigent Gustav Adolf Steengracht von Moyland. Er selbst wurde am 24. Juni 1943 angesichts der bevorstehenden Niederlage auf eigenen Wunsch zum deutschen Botschafter beim Heiligen Stuhl in Rom ernannt. Zu Papst Pius XII. und Pater Robert Leiber hatte er nach eigenen Angaben ein freundschaftliches Verhältnis. Mit der Befreiung Roms im Juni 1944 wurde die deutsche Botschaft in den Vatikan verlegt, wo Weizsäcker auch nach der Kapitulation der Wehrmacht bis August 1946 blieb.

## Verurteilung wegen Verbrechen gegen die Menschlichkeit

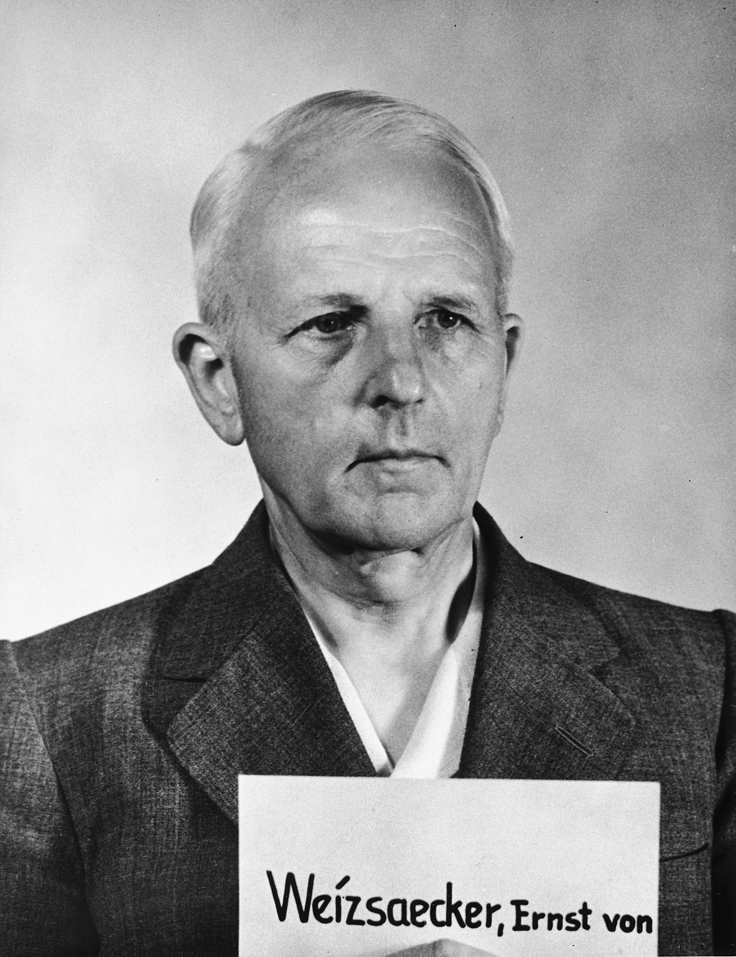
Ernst Heinrich von Weizsäcker als ein Hauptangeklagter im Wilhelmstraßen-Prozess gegen ranghohe NS-Ministerialbeamte

Ernst von Weizsäcker ging zuerst freiwillig unter päpstlichem Schutz und unter Zusagen Frankreichs als freier Zeuge nach Nürnberg. Dort wurde er im Juli 1947 von den Amerikanern verhaftet. Im Wilhelmstraßen-Prozess wurde er als Kriegsverbrecher angeklagt. Seine Verteidiger waren Hellmut Becker und Warren Magee. Am 6. Februar 1948 wurde unter anderem der Diplomat und Verwaltungsjurist Otto Bräutigam als Zeuge vernommen. Am 14. April 1949 wurde Weizsäcker wegen seiner aktiven Mitwirkung bei der Deportation französischer Juden nach Auschwitz und damit wegen eines Verbrechens gegen die Menschlichkeit zu sieben Jahren Haft verurteilt. Erst im Zug einer nochmaligen Überprüfung des Verfahrens und der ausgesprochenen Strafen im Dezember 1949 wurde seine Haftzeit von sieben auf fünf Jahre reduziert. Im Zuge einer allgemeinen Amnestie wurde er dann am 16. Oktober 1950 aus dem Kriegsverbrechergefängnis Landsberg entlassen. Dem Gericht lagen zum Zeitpunkt des Urteils allerdings nicht alle heute bekannten Dokumente vor. Sein Sohn Richard von Weizsäcker trat in dem Prozess neben Sigismund von Braun als sein Hilfsverteidiger auf und plädierte wie damals üblich auf die vollkommene Unwissenheit und Unschuld seines Vaters. Er bezeichnete das Urteil später immer als „historisch und moralisch ungerecht“.
Joschka Fischer, Bundesaußenminister 1998 bis 2005, setzte 2005 eine unabhängige Historikerkommission ein. Eines ihrer Mitglieder, der Historiker Norbert Frei, sagte 2010, die Ergebnisse seien das „Ende der Weizsäcker-Legende“. Die besondere Vater-Sohn-Konstellation vor Gericht sowie das insgesamt komplexe Verhältnis von Ernst und Richard von Weizsäcker, insbesondere während des Nürnberger Wilhelmstraßen-Prozesses, sind in dem preisgekrönten dokufiktionalen Buch Die Verteidigung von Fridolin Schley aufgearbeitet.
Weizsäcker hatte Deportationsbefehle für französische Juden in das Konzentrationslager Auschwitz abgezeichnet. Vor Gericht verteidigte er sich mit dem Argument, die in Frage kommenden Juden seien schon interniert und in Gefahr gewesen. Man hätte sehr leicht zu dem Schluss kommen können, dass sie bei der Deportation in den Osten weniger Gefahr laufen würden als an ihrem jetzigen Aufenthaltsort; zu jener Zeit habe der Name Auschwitz für niemanden etwas Besonderes bedeutet. Die Richter bezweifelten diese Darstellung.
Seine Strategie zu behaupten, von den Vernichtungslagern erst nach dem Krieg erfahren sowie die verschleiernde Terminologie der „Endlösung der Judenfrage“ und den „Arbeitseinsatz im Osten“ nicht durchschaut zu haben, wurde von den meisten damaligen Mitarbeitern des Auswärtigen Amtes genutzt. Allerdings gibt es Indizien für seine Kenntnis vom verbrecherischen Vorgehen des NS-Staates gegenüber Juden, zum Beispiel die Vortragsnotiz vom 10. Dezember 1941 des Unterstaatssekretärs Luther, Teilnehmer der Wannseekonferenz. Diese hatte er zum Vorgehen der Einsatzgruppen für den Reichsaußenminister vorbereitet. Weizsäcker hat sie zur Kenntnis genommen und mit seiner Paraphe versehen. 
Im Berichtsteil „Judentum“ findet sich Folgendes:

„Im Reichskommissariat Ostland wurde […] eine Festnahmeaktion sämtlicher Juden […] eingeleitet, […] etwa 2.000 […]. Die männlichen über 16 Jahre alten Juden wurden mit Ausnahme der Ärzte und der Judenältesten exekutiert […]. In der Ukraine wurden als Vergeltungsmaßnahmen für die Brandstiftungen in Kiew dortselbst sämtliche Juden verhaftet und Ende September d. J. insgesamt mehr als 33 000 Juden hingerichtet. In Shitomir wurden mehr als 3.000 Juden zur Vermeidung der Anstiftung von Sabotage durch sie erschossen. Im Raum ostwärts des Dnjepr wurden annähernd 5.000 Juden erschossen.“

Dem war der Tätigkeits- und Lagebericht Nr. 6 der Einsatzgruppen beigefügt. Dort findet sich folgende Passage:

„Die Lösung der Judenfrage wurde insbesondere im Raum ostwärts des Dnjepr seitens der Einsatzgruppen der Sicherheitspolizei und des SD energisch in Angriff genommen. Die von den Kommandos neu besetzten Räume wurden judenfrei gemacht. Dabei wurden 4 891 Juden liquidiert.“

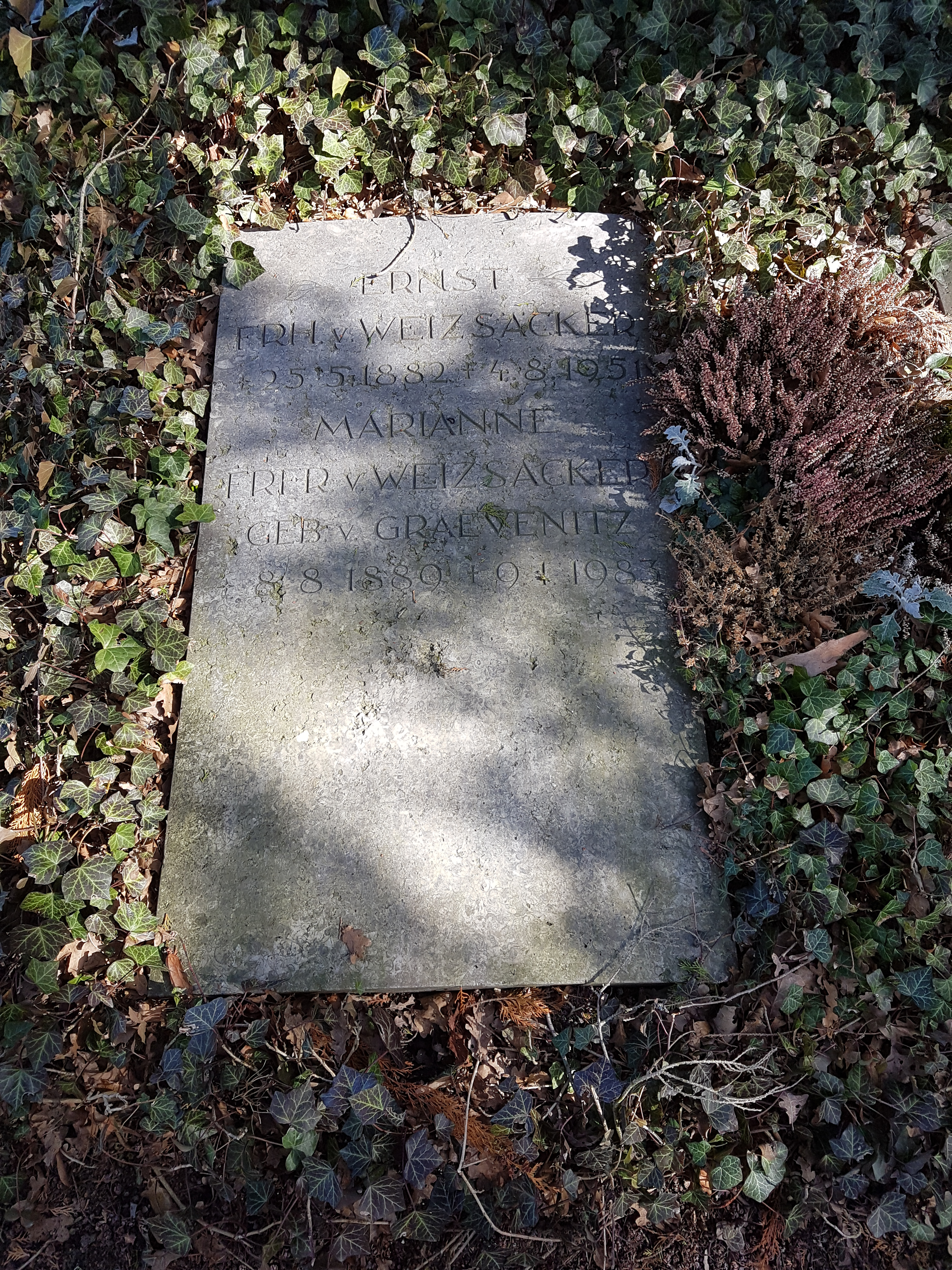
Grab Ernst von Weizsäckers und seiner Frau Marianne in Stuttgart

Weizsäcker veröffentlichte 1950 seine im Gefängnis verfassten Erinnerungen, in denen er versuchte, seine Rolle während der NS-Zeit zu rechtfertigen und sich als Mann des Widerstands darzustellen.
Im Oktober 1950 kam er nach dreieinviertel Jahren Haft frei. Die vorzeitige Entlassung war nach einer eingehenden Prüfung seines Falles durch das Rechtsamt des amerikanischen Hohen Kommissars McCloy verfügt worden.
Weizsäcker starb im August 1951 in einem Krankenhaus in Lindau am Bodensee an Folgen eines Schlaganfalls. Er wurde auf dem Solitude-Friedhof in Stuttgart bestattet, wo sein Sohn Heinrich Viktor (* 1917, gefallen am 2. September 1939) bestattet war. Seine Frau Marianne (1889–1983) wurde dort auch bestattet.

## Auszeichnungen
1942 bekam Weizsäcker von Heinrich Himmler den Ehrendegen des Reichsführers SS und den SS-Totenkopfring verliehen. Am 30. Januar 1942 wurde er in den Rang eines SS-Brigadeführers befördert. Dienststellenmäßig war er ohne Unterbrechung dem Persönlichen Stab Himmlers zugeteilt.

## Familie
1911 heirateten Weizsäcker und Marianne von Graevenitz (1889–1983). Sie war die Tochter des Generals Friedrich von Graevenitz, Generaladjutant des Königs Wilhelm II. von Württemberg. Aus der Ehe gingen fünf Kinder hervor, von denen vier das Erwachsenenalter erreichten:
- Carl Friedrich (1912–2007), Physiker und Philosoph
- Ernst Viktor (*/† 1915), starb als Säugling
- Adelheid (1916–2004) ⚭ Botho-Ernst Graf zu Eulenburg-Wicken (1903–1944)
- Heinrich (1917–1939), gefallen während des Überfalls auf Polen am 2. September 1939 in unmittelbarer Nähe seines Bruders Richard, der ihn beerdigte[31]
- Richard (1920–2015), Politiker und späterer deutscher Bundespräsident

## Veröffentlichungen
- Richard von Weizsäcker (Hrsg.): Erinnerungen. List, München / Leipzig / Freiburg 1950.
- Aus seinen Gefängnisbriefen 1947–1950. Scheufele, Stuttgart (o. J. [1955]).
- Leonidas E. Hill (Hrsg.): Die Weizsäcker-Papiere 1933–1950. Propyläen-Verlag, Berlin / Frankfurt am Main / Wien 1974, ISBN 3-549-07306-2 (Tagebücher, Briefe und andere Dokumente).